# Červený Kláštor
Červený Kláštor (Hongaars: Vöröskolostor) is een Slowaakse gemeente in de regio Prešov, en maakt deel uit van het district Kežmarok. Het ligt in het nationaal park Pieniny. 
Červený Kláštor telt 230 inwoners.
De gemeente grenst pal aan de Poolse gemeente Szczawnica. Beide gemeenten zijn van elkaar gescheiden door de rivier de Dunajec. Aan het begin van de 21ste eeuw is er met hulp van de Europese Unie een voetgangersbrug aangelegd die beide gemeenten met elkaar verbindt. De toeristische trekpleisters van de gemeente bestaan uit het varen op een houten vlot over de rivier de Dunajec, en het bezoeken van een voormalige klooster.

## Klooster
De naam van de gemeente is ontleend aan het gelijknamige klooster dat zich binnen de gemeentegrenzen bevindt. Het klooster "Červený Kláštor", dat "Rood Klooster" betekent, werd in 1319 gebouwd door de kloosterorde van de Kartuizers. In 1782 werd het klooster opgeheven. Tegenwoordig is er een museum in het pand gevestigd.

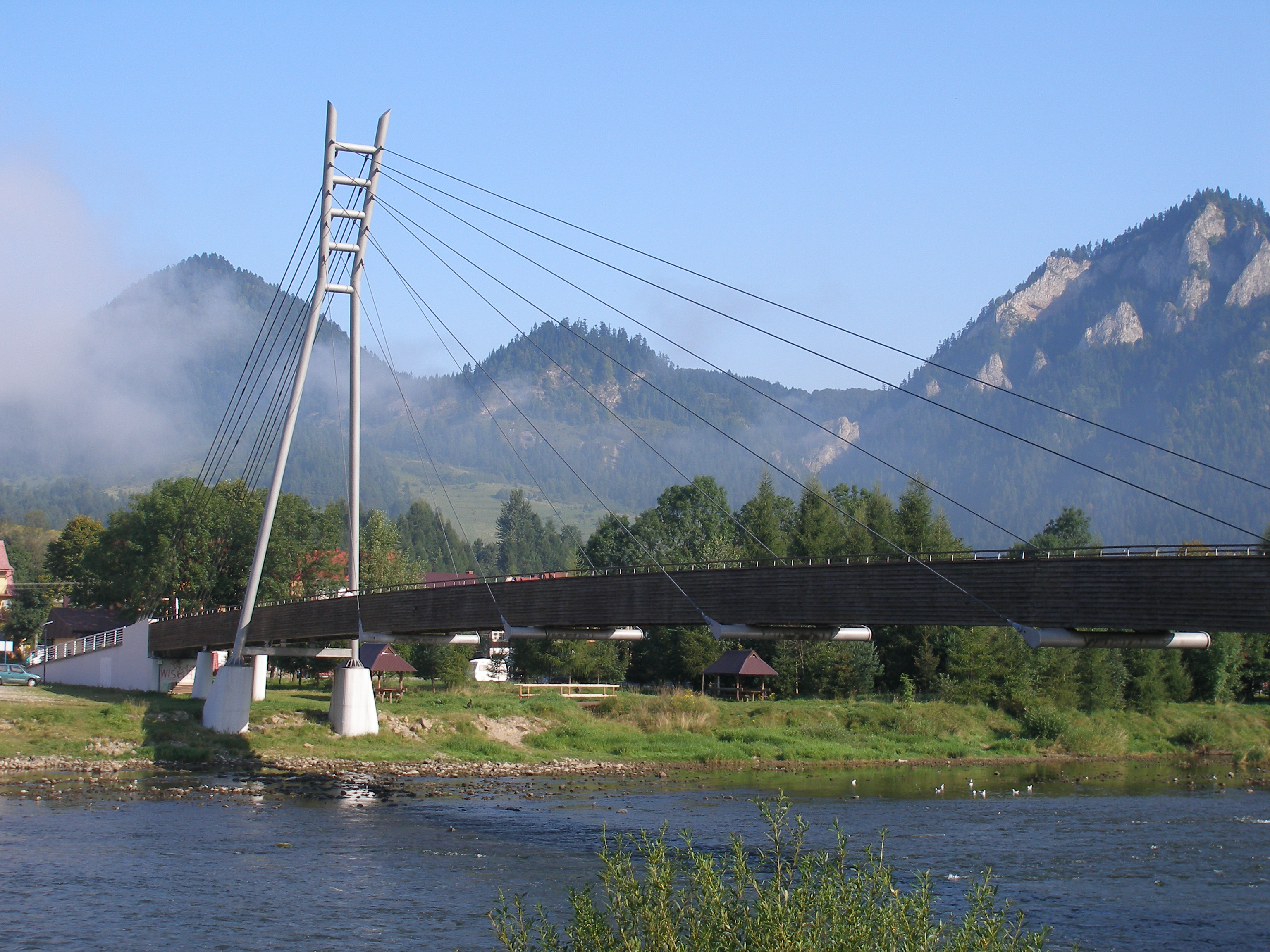
Brug tussen Slowakije en Polen
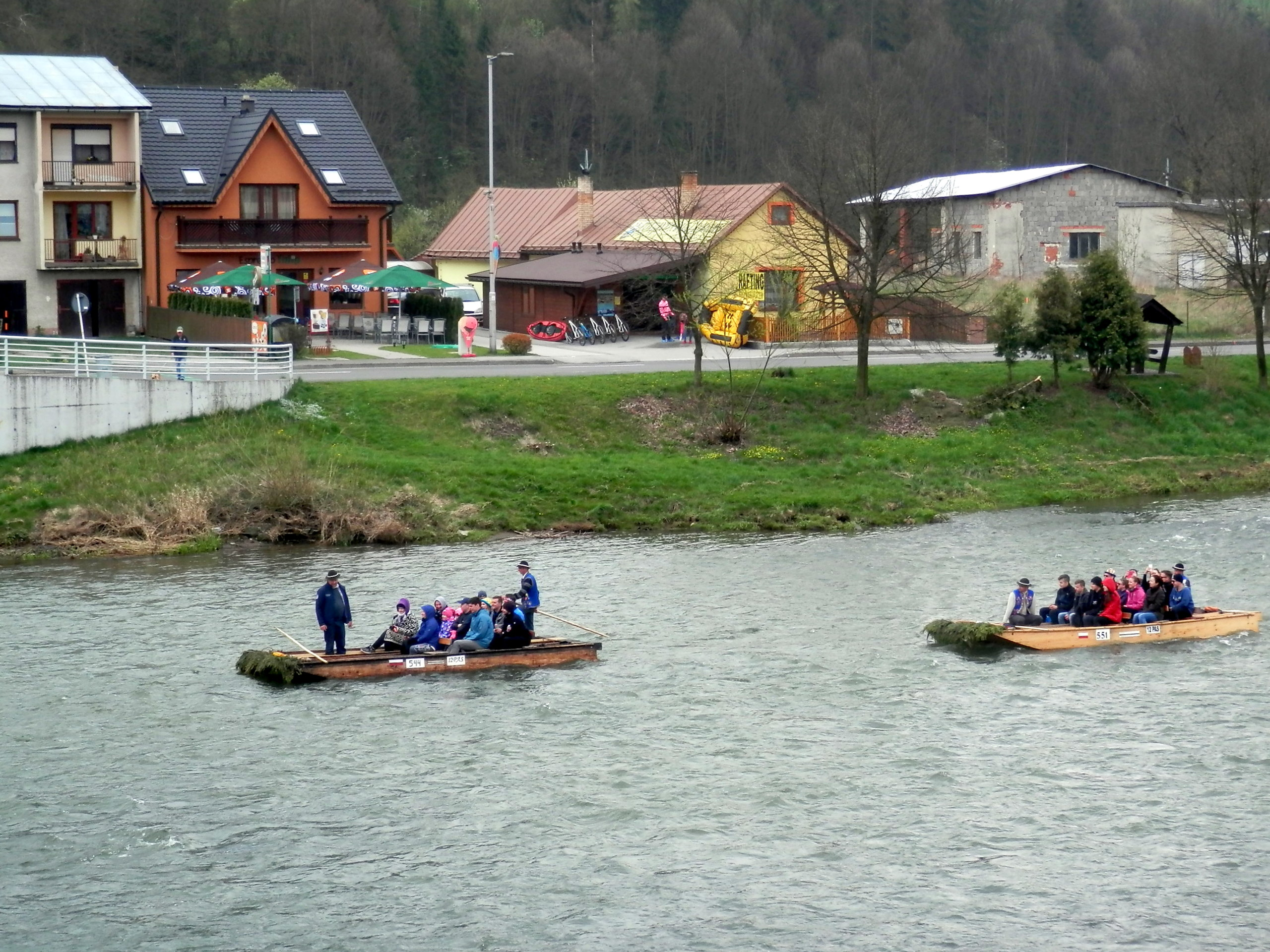
Vlotvaren op de Dunajec
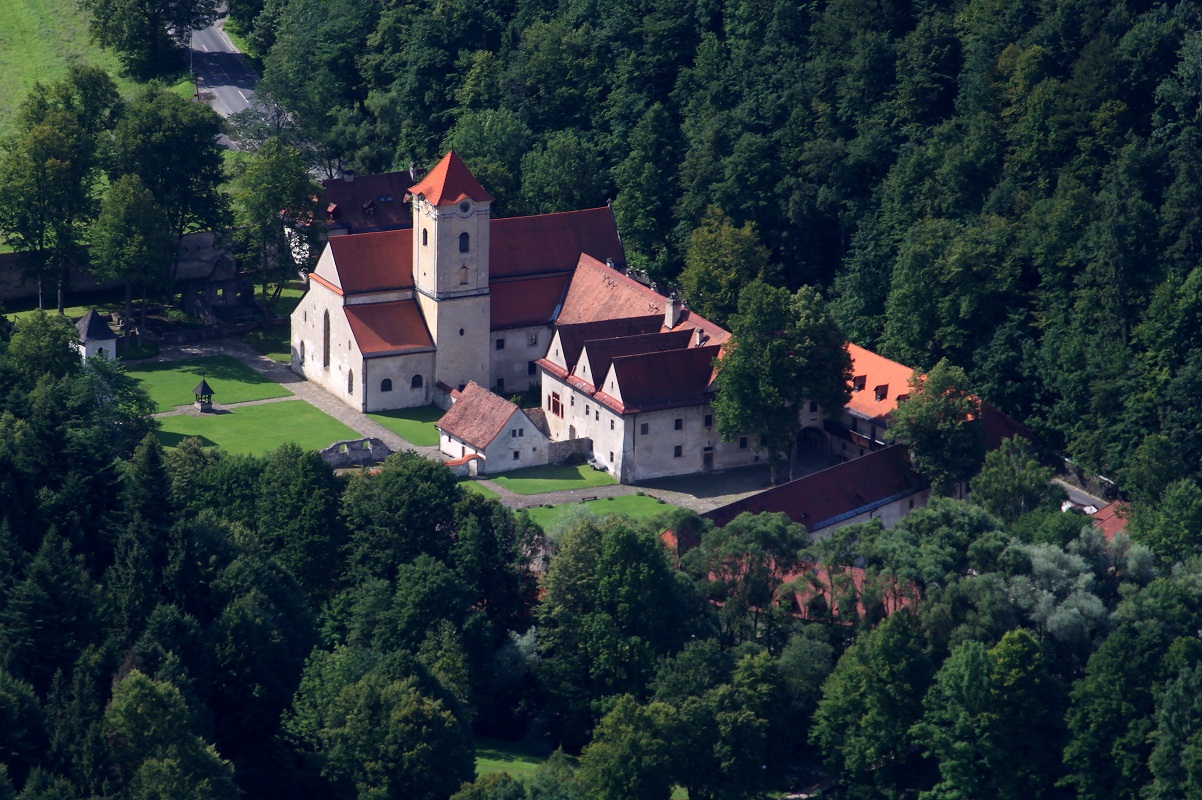
Het rode klooster